# Степной (Хайбуллинский район)
Степно́й (баш. Степной) — село в Хайбуллинском районе Башкортостана, входит (с 2008 года) в Акъярский сельсовет.
С 2005 современный статус.

## Географическое положение
Расстояние до:
- районного центра (Акъяр): 7 км,
- ближайшей ж/д станции (Сара): 51 км.

## История
Статус село посёлком приобретён согласно Закону Республики Башкортостан от 20 июля 2005 года N 211-з «О внесении изменений в административно-территориальное устройство Республики Башкортостан в связи с образованием, объединением, упразднением и изменением статуса населенных пунктов, переносом административных центров»

ст. 5. Изменить статус следующих населенных пунктов, установив тип поселения — село:

32) в Хайбуллинском районе:

а) поселка Садовый Акъярского сельсовета;

б) поселка Степной Степного сельсовета;

в) поселка Татыр-Узяк Татыр-Узякского сельсовета;

г) поселка Уфимский Уфимского сельсовета;

д) поселка Целинное Целинного сельсовета;

е) деревни Байгускарово Байгускаровского сельсовета
Вплоть до 2008 года село являлась административным центром и единственным населённым пунктом Степного сельсовета, упразднённого согласно Закону Республики Башкортостан от 19.11.2008 N 49-з «Об изменениях в административно-территориальном устройстве Республики Башкортостан в связи с объединением отдельных сельсоветов и передачей населённых пунктов».

## Население
| 2002 | 2010 |
| ---- | ---- |
| 763  | ↘756 |

Национальный состав
Согласно переписи 2002 года, преобладающая национальность — башкиры (91 %).

## Религия
В селе есть мечеть Ильгам.